# Gonomyia subtribulator
Gonomyia subtribulator är en tvåvingeart som beskrevs av Alexander 1943. Gonomyia subtribulator ingår i släktet Gonomyia och familjen småharkrankar.
Artens utbredningsområde är Peru. Inga underarter finns listade i Catalogue of Life.